# Willem Ruys (schip, 1947)
Het motorschip Willem Ruys werd in 1938-1947 gebouwd als passagiersschip voor de Koninklijke Rotterdamsche Lloyd. Als Italiaans cruiseschip onder de naam Achille Lauro is het schip bekend geworden door de kaping in 1985 en de brand en ondergang in 1994.

## Willem Ruys

### Bouw
Het schip was in 1938 door de Rotterdamsche Lloyd besteld bij scheepswerf Koninklijke Maatschappij De Schelde (KMS) in Vlissingen en kreeg daarbij bouwnummer 214. Onder dit bouwnummer, de bedoeling was dat het schip Ardjoeno zou gaan heten, werd op 25 januari 1939 de kiel gelegd. Als gevolg van de Tweede Wereldoorlog en de naoorlogse materiaalschaarste kon het schip niet worden afgebouwd en heeft het zevenenhalf jaar op de helling in de Vlissingse binnenstad gestaan. De elektrotechnische installateur verborg veel voor de installatie benodigde materialen in een dichtgelast ruim. Over de rol die het in aanbouw zijnde schip zou hebben gespeeld bij het voorkomen van een door de Duitse bezetter voorgenomen vernietiging van de scheepswerf zijn deskundigen het niet eens. Na de bevrijding van Vlissingen heeft de zoetwaterinstallatie aan boord van het schip twee weken lang drinkwater aan de stad geleverd. Toen in 1944 de dijken van Walcheren op drie plaatsen werden gebombardeerd, waardoor een groot deel van het eiland onder water kwam te staan, werden de sloepen van de Willem Ruys gebruikt voor transport over water.
Het schip was bedoeld als tegenhanger van de Oranje die concurrent Stoomvaart-Maatschappij Nederland in 1937 had besteld. Net als de Oranje had de Willem Ruys een gestroomlijnde bovenbouw met twee zorgvuldig geproportioneerde eveneens gestroomlijnde schoorstenen. Ook de inrichting van het schip was minder uitbundig dan tot het begin van de jaren 30 gangbaar was, maar wel het werk van een ploeg ontwerpers met onder meer de architect Eschauzier. Technisch was het uniek dat de twee schroeven via tandwielkasten werden aangedreven door acht snellopende tweetaktdieselmotoren. De Willem Ruys was niet zo snel als de Oranje, maar bood plaats aan meer passagiers en lading.
Pas op 1 juli 1946 werd het schip gedoopt en te water gelaten. Het kreeg de naam Willem Ruys, naar de in de oorlog gefusilleerde Lloyd-directeur Willem Ruys (1894-1942). Tegelijk verkreeg de Rotterdamsche Lloyd het predicaat Koninklijk. Op 28 september 1947 verliet het schip de werf voor de eerste proeftocht, waarna het aan de Lloydkade in Rotterdam werd afgemeerd voor de laatste afbouwwerkzaamheden. De eerste reis begon op 2 december 1947.
In Vlissingen is De Willem Ruysstraat vernoemd naar het passagiersschip, dat tijdens de oorlogsjaren 1940-1945 als bouwnummer 214 op de scheepswerf van de Koninklijke Maatschappij De Schelde in Vlissingen lag.

### Vaarroutes
De Willem Ruys was het vlaggenschip van de Koninklijke Rotterdamse Lloyd en voer tot 1958 op de lijndienst die dit bedrijf op Nederlands-Indië en later Indonesië onderhield. In deze periode vervoerde het veel repatrianten die naar Nederland gingen en emigranten uit Nederland naar Australië en Nieuw-Zeeland. Voor veel passagiers markeerde de overtocht met de Willem Ruys het begin van een heel ander leven. In de nacht van 5 op 6 januari 1953 kwam het schip in de Rode Zee in aanvaring met de Oranje van de Stoomvaart-Maatschappij Nederland, de latere Angelina Lauro, er vielen enkele licht gewonden, maar de schade viel mee. In totaal maakte het schip tussen 1947 en 1958 64 heen- en terugreizen tussen Nederland en Indonesië. Daarna kwam de Willem Ruys samen met de Oranje in een 'rond-de-wereld'-dienst, waarmee beide Nederlandse rederijen nieuw emplooi zochten voor hun passagiersschepen. Voor dit doel werd het schip verbouwd: beide schoorstenen werden verlengd en het achterschip werd hoger opgebouwd.

## Achille Lauro

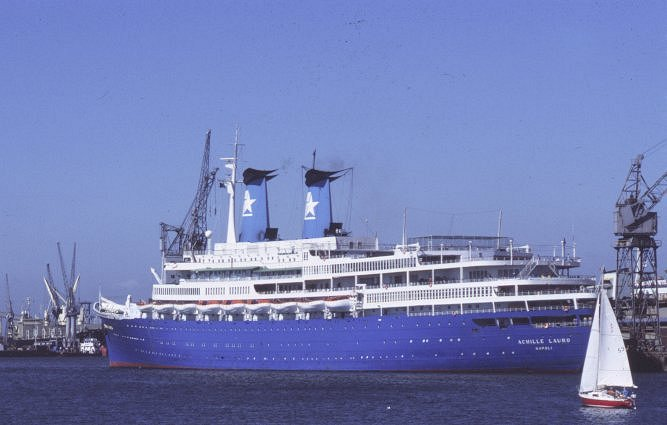
De Achille Lauro

In januari 1964 werd de Willem Ruys verkocht aan de Italiaanse Lauro Line, met oplevering in januari 1965. Lauro liet het schip verbouwen tot fulltime cruiseschip en noemde het Achille Lauro, naar de oprichter van de rederij, een omstreden politicus en een van de rijkste mensen van Italië. Vanaf 1966 kwam het als cruiseschip weer in de vaart.

### Kaping
Op 7 oktober 1985 kaapten vier mannen namens het Front voor de Bevrijding van Palestina (PLF) voor de kust van Egypte het schip, terwijl het op weg was van Alexandrië naar Port Said.
De kapers werden verrast door een bemanningslid, en moesten daardoor voorbarig handelen. Ze hielden de passagiers en de bemanning in gijzeling en stuurden het schip naar Tartous in Syrië. Zij wilden dat 50 Palestijnen uit Israëlische gevangenissen werden vrijgelaten. Ze kregen geen toestemming om aan te leggen bij Tartous. De kapers vermoordden een passagier in een rolstoel, de joodse Amerikaan Leon Klinghoffer en gooiden zijn lichaam overboord. Het schip keerde terug naar Port Said. Na twee dagen onderhandelen gingen de kapers akkoord en verlieten het schip voor een veilige doorgang. Ze werden naar Tunesië gevlogen door een Egyptisch passagiersvliegtuig. Het vliegtuig werd onderschept door een Amerikaans Grumman F-14 Tomcat gevechtsvliegtuig en werd gedwongen te landen op Sicilië, waar de kapers werden gearresteerd door de Italiaanse politie. Dat ging niet eerder vanwege onenigheid tussen de Amerikaanse en Italiaanse regeringen.
De andere passagiers in het vliegtuig, onder wie wellicht de leider van de kapers Abu Abbas, mochten verder vliegen, alhoewel hiertegen door de Verenigde Staten werd geprotesteerd.
Het uiteindelijke lot van de mannen die werden veroordeeld voor de kaping is verschillend:
- Bassam al-Asker kreeg voorwaardelijke vrijlating in 1991.
- Ahmad Marrouf al-Assadi verdween in 1991 tijdens zijn voorwaardelijke vrijlating.
- Youssef al Molqi kreeg 30 jaar, verliet de Rebibbia-gevangenis in Rome op 16 februari 1996 en vluchtte naar Spanje waar hij opnieuw gevangen werd genomen, en werd uitgeleverd aan Italië. Op 1 mei 2009 is hij vanwege goed gedrag vervroegd vrijgekomen uit de gevangenis van Palermo.
- Abu Abbas verliet het rechtsgebied van Italië en werd bij verstek veroordeeld. In 2003 werd hij opnieuw in Irak gevangengenomen.

De Palestijnse Bevrijdingsorganisatie (PLO) werd vervolgd om zijn rol in de dood van Leon Klinghoffer, maar de rechtszaak werd afgelast nadat de PLO een onbekende som geld aan Klinghoffers dochters had betaald. Het geld wordt gebruikt voor de Leon and Marilyn Klinghoffer Memorial Foundation of de Anti-Defamation League, een fonds dat terrorisme tegengaat door legale, politieke en educatieve middelen.

### Laatste jaren
Enige tijd na de kaping hervatte het schip zijn cruiseprogramma. Toen het op 19 maart 1993 tijdens een cruise in West-Europese wateren ook Antwerpen aandeed, passeerde het onder grote publieke belangstelling de rede van Vlissingen.
Ruim anderhalf jaar later, op 30 november 1994, brak er voor de kust van Somalië brand uit aan boord. Het schip maakte slagzij en ondanks de hulp van een sleepboot zonk het op 2 december. Op twee Britten en twee Nederlanders na konden de opvarenden, waaronder kunstschilderes Maya Wildevuur, het schip verlaten. Door de grote internationale bekendheid van het schip als gevolg van de kaping, was ook dit roemloze einde wereldnieuws.

## Muziek
- Onder grote controverse begon in 1991 de opera The Death of Klinghoffer met een libretto door Alice Goodman en muziek van John Adams.
- In 2003 werd een filmversie van de opera geproduceerd door Madonna Baptiste en Yan Younghusband, geregisseerd door Penny Woolcock.
- Jan Rot zingt samen met Marjolein Meijers als An en Jan op de melodie van “Sloop John B” de Nederlandse versie “Willem Ruys”. Hierin worden de gebeurtenissen verteld van de Willem Ruys als lijndienst tussen Nederlands Indië en Nederland.

## Film
- Over de kaping werd in 1989 een televisiefilm gemaakt met de titel The Hijacking of the Achille Lauro met Karl Malden als Klinghoffer en Lee Grant als zijn vrouw.
- Eveneens was er in 1990 een televisiefilm, Voyage of Terror - The Achille Lauro Affair, met Burt Lancaster als Klinghoffer en Eva Marie Saint.